# Asig (Esikonen)
Asig (Kurzform für Adalrich) (auch Asik oder Esiko), Namensgeber des Geschlechts der Esikonen, war Graf im sächsischen Hessengau, wo er 839 und 843 bezeugt ist. Sein Name ist insbesondere durch das sogenannte Asik-Diplom von 813 überliefert.

## Leben
Der Name Asigs findet sich noch heute in dem des Ortes Escherode (heute Ortsteil von Staufenberg (Niedersachsen) im Kaufunger Wald), einer von seinem Vater Hiddi geschaffenen Rodungssiedlung nördlich von Kassel. Der Ort wird erstmals 812 erwähnt, und Asig muss also vorher geboren sein.
Asig war ein Sohn des Grafen Hiddi im sächsischen Hessengau. Über seine erste Ehe ist nichts bekannt. In zweiter Ehe war er verheiratet mit Ida, einer Tochter des Grafen Ekbert (Ekbertiner) und der später heiliggesprochenen Ida von Herzfeld.

## Nachkommen
- Cobbo der Jüngere (* um 818; † nach 889), Pfalzgraf im Westfrankenreich, Graf im sächsischen Hessengau
- Haduwy (* um 810/811; † 887), 858–887 Äbtissin von Herford
- Liudolf (* 816; † um 840)

## Asik-Diplom
Asig und sein Vater sind insbesondere aus dem sogenannten Asik-Diplom bekannt. Dessen Ausstellung lässt sich auf den 9. Mai 813 datieren. Damit ist es die älteste bekannte Urkunde Westfalens und ganz Norddeutschlands. Sie wurde ausgestellt im Namen Karls des Großen und ist eine der letzten Urkunden des kurz danach gestorbenen Kaisers.
Es wird die Treue von Asigs Vater Hiddi gegenüber dem Kaiser hervorgehoben und über dessen Niederlassung beim heutigen Dorf Escherode und die Inbesitznahme von Königsland (das früher in Herzogsbesitz war) berichtet. Hiddi vererbte den Besitz an Asig. Nach dem Tod des Vaters wurde das Land von Missi dominici wieder als Königsgut eingezogen. In der Urkunde gab der Kaiser Asig das Land wieder zurück. Wegen seiner und des Vaters treuer Dienste erhielt er es als erbliches geschlossenes Landgebiet mit eigener Gerichtsbarkeit (Bivanc=Beifang).
Die Urkunde nennt die volle Titelei Karls des Großen und wurde von einem Witherius ausgefertigt. Die Datierung erfolgt durch die Nennung der Regierungszeit des Kaisers. Das kaiserliche Gemmensiegel ist nur noch teilweise erhalten.
Durch die Schenkung des genannten Besitzes im späten 9. Jahrhundert durch Graf Esik – möglicherweise ein Enkel Asigs – kam die Urkunde in den Besitz des Klosters Corvey. Das fragliche Gebiet konnte Corvey allerdings im 11. Jahrhundert nicht gegen die Landgrafen von Thüringen behaupten. Die Urkunde blieb in Corvey. Heute wird sie im Landesarchiv Nordrhein-Westfalen Abteilung Westfalen aufbewahrt.
Seit 1690 erschien das Diplom vielfach im Druck.